# 連合艦隊司令長官

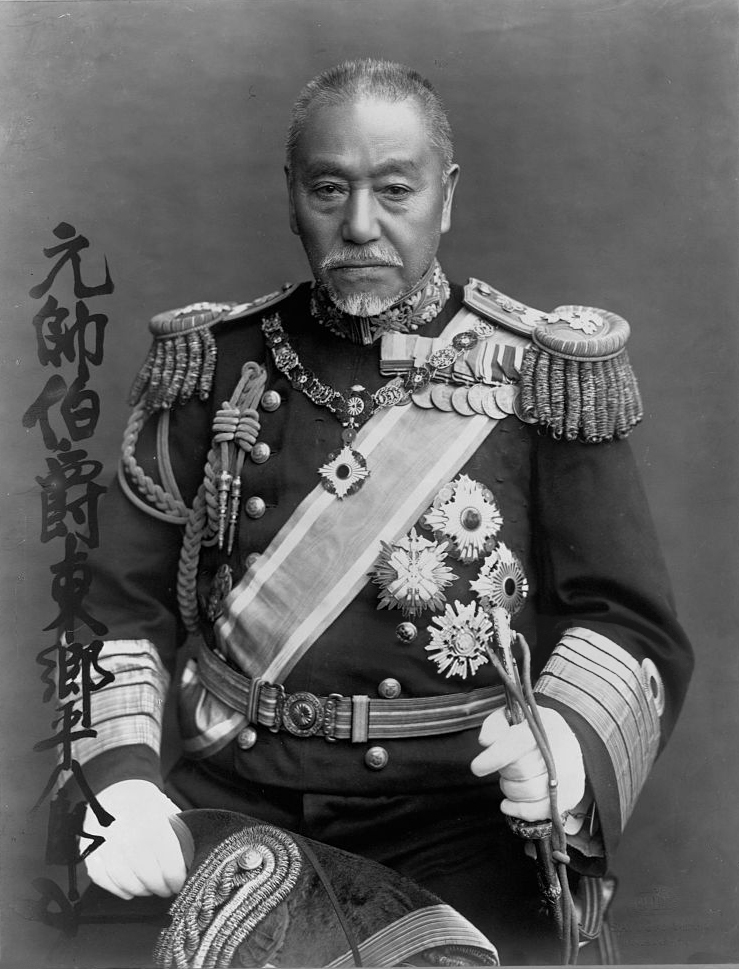
東郷平八郎元帥海軍大将。日露戦争時の連合艦隊司令長官。

連合艦隊司令長官（れんごうかんたいしれいちょうかん、旧字体：聯合艦隊司令長官、英: Commander-in-Chief of the Combined Fleet）は、日本海軍の外戦部隊である連合艦隊の指揮官。略称はGF長官（GFちょうかん）。

## 解説
親補職で、海軍中将以上の艦隊司令長官か鎮守府長官から海軍大臣が推薦し、天皇が任命した。
連合艦隊は、日本海軍の花形の実戦部隊であり、連合艦隊司令長官には海軍大臣や軍令部総長以上の知名度と人気がある。士官が一度はなりたいものが（戦艦の）艦長と（連合艦隊）司令長官と言われたほどで、1937年（昭和12年）2か月余前に連合艦隊司令長官に親補されたばかりの米内光政が海軍大臣に請われた際も「大臣なんて俗吏だよ」と言って渋り、結局大臣を引き受けた後も「せっかく司令長官になったのに心中お察しする」という同期の高橋三吉の手紙に「僕の気持ちをわかってくれたのは貴様だけだ」と返事を書いていることからもそれは窺える。
連合艦隊司令長官は、当初は連合艦隊所属の各部隊のみを指揮できる立場だったが、この機能はミッドウェー海戦までは発揮されており、連合艦隊はあくまでも各機動部隊の取り纏め役としての役割を担っていた為直接戦闘に参加する部隊は、巡洋艦を中心とした航空戦力を有する機動部隊が担当していた。
ミッドウェー島攻略作戦の際も直接海戦に参加する事なく、移動可能な総司令部として戦艦大和を中心とした200隻程の部隊が後方待機していた。誤解されがちだが大和級戦艦の大和と武蔵は緒戦には太平洋とインド洋を行き来するほどに広範囲に行動していた為、決して日本本土の軍港から一切出撃していなかった訳ではない。移動可能な司令部としての機能を持つ大和は、実際に前線でアメリカ海軍空母機動艦隊と戦火を交えた南雲忠一中将率いる南雲機動艦隊の戦況推移を、逐一報告を受けており、戦艦座上の連合艦隊司令部として、最終的な行動を決定する戦略的判断を担当していた。
しかしその後の米豪遮断作戦におけるソロモン諸島周辺での第一次ソロモン海戦から三度に亘った大規模な海戦や、ラバウル航空基地からの航空戦を含め熟練のパイロットと空母機動部隊が漸減したタイミングで1943年の海軍甲事件が発生し、日本国民にも個人名が知れ渡る程の人気とカリスマ性を誇った山本五十六連合艦隊司令長官が戦死する事となった。
その後は当時の列強諸国と同様に海軍も総力戦体制に移行せざるを得なくなり、1944年（昭和19年）より作戦に関して必要な場合に鎮守府その他の部隊も指揮できるようになる。しかし同年10月のレイテ沖海戦の敗北後連合艦隊は弱体化し、1945年（昭和20年）4月の戦艦「大和」以下第二艦隊による沖縄突入（菊水作戦）で、纏まった水上打撃力を持つ連合艦隊は壊滅してしまう。
生き残った海軍艦艇と総力を傾けた急造造船が続いていた急造艦艇及び仮設輸送艦などは特殊潜航艇及び「警備艦」と改称された。この「警備艦」は各地大都市部港湾を警備する役割を持つ艦艇となったが、未だに30隻程の量産型丁型（松型）駆逐艦が各地に残り、これらの駆逐艦と異なり領海外での行動に膨大な燃料を必要とする大型艦は、主砲を陸揚げして砲台として再利用するなど、各種本土決戦に備えて重要港湾防備用の固定砲台や本土防空用の航空母艦としての役割を期待されていた戦艦長門及び空母葛城などがあった。特にこれら大型艦は燃料不足で活動が制限されていた為、主に呉と横須賀を防備する為の固定兵装として機能し、機雷への触雷が相次いだ為に外海で行動する事は無くなった。
これらの艦艇は残存した銀河などの夜間偵察機の情報を元に活動する各鎮守府の警備艦とされてしまったが、終戦まで陸軍と共同と勢力圏として維持していたマレー半島におけるペナン島やシンガポールのセレター軍港には、米軍の空からの機雷散布による飢餓作戦やガトー級潜水艦による通商破壊活動により、南シナ海や東シナ海といった日本にとって重要なシーレーンの通行が難しくなり、本土へ移動できなくなった一部の水雷駆逐艦部隊や、潜水艦部隊、そして着底して固定砲台となった巡洋艦高雄など大型艦も残存していたが、これらはポツダム宣言受諾による停戦合意まで、要衝マラッカ海峡を抑える固定砲台としての機能は保っていた。
最終的に組織改編を経て海上総隊司令官豊田副武長官時代にはかつて司令部が置かれていた戦艦大和沈没により、陸上に司令部を移動する事となり、終戦時には慶應義塾大学日吉キャンパス地下壕に司令部機能が移動していたが、この時点で駆逐艦雪風や艤装中の航空母艦伊吹・葛城といった数少ない残存水上戦力と掃海部隊を担当し、日本列島内で試験が続けられていた試作戦闘機秋水や紫電改などの新兵器と共に、既に南西諸島を軍事占領し四国沖など日本近海に現れるようになっていたアメリカ海軍空母機動部隊への防空任務を日常任務とし、さらに陸海空の全戦力の投入が予定されていた本土決戦に備える防備体制を整えていた。
島国の海防を担う為にシーレーン維持の重要性が意識され、上層部は海上総隊創設時からははっきりと対潜哨戒活動の重大性を認識し、新開発の夜間戦闘機銀河や東海といった対潜哨戒機を整備したが、その時点で航空燃料が不足するようになっていた為、世界でも先見性の高かったとされる対潜哨戒機の性能を存分に発揮する事ができなかった。前線と本土が分断された太平洋戦争末期に至り、通商破壊への対策と平時における対潜警戒の重要性を認識した高級将校達は、戦後の再軍備後にその戦訓を余すところなく提供し、護衛艦隊を整備した海上自衛隊の体制構築に戦略ドクトリンとして活かされている。
1945年5月には海軍総隊司令部が設置されて連合艦隊司令長官は海軍総司令長官を兼任するように（すぐに逆、つまり海軍総司令長官が連合艦隊司令長官を兼任する、と改訂された）なったため、事実上海軍全部隊を指揮する権限を持つようになった。

## 歴代の連合艦隊司令長官
| 代 | 画像                | 氏名・階級                                 | 出身地・期   | 在任期間                                    |
| -- | ------------------- | ------------------------------------------ | ------------ | ------------------------------------------- |
| 1  |                     | 伊東祐亨 海軍中将                          | 鹿児島・草創 | 1894年（明治27年）7月19日 - 1895年5月11日   |
| 2  |                     | 有地品之允 海軍中将                        | 山口・草創   | 1895年（明治28年）5月11日 - 1895年11月16日  |
| 3  |                     | 東郷平八郎 海軍中将                        | 鹿児島・草創 | 1903年（明治36年）12月28日 - 1905年6月14日  |
| 4  | 東郷平八郎 海軍大将 | 1905年（明治38年）6月14日 - 1905年12月20日 | 鹿児島・草創 |                                             |
| 5  |                     | 伊集院五郎 海軍中将                        | 鹿児島・5期  | 1908年（明治41年）10月8日 - 1908年11月20日  |
| 6  |                     | 吉松茂太郎 海軍中将                        | 高知・7期    | 1915年（大正4年）11月1日 - 1915年12月13日   |
| 7  | 吉松茂太郎 海軍中将 | 1916年（大正5年）9月1日 - 1916年10月14日   | 高知・7期    |                                             |
| 8  | 吉松茂太郎 海軍大将 | 1917年（大正6年）10月1日 - 1917年10月22日  | 高知・7期    |                                             |
| 9  |                     | 山下源太郎 海軍大将                        | 山形・10期   | 1918年（大正7年）9月1日 - 1918年10月15日    |
| 10 | 山下源太郎 海軍大将 | 1919年（大正8年）6月1日 - 1919年10月28日   | 山形・10期   |                                             |
| 11 |                     | 山屋他人 海軍大将                          | 岩手・12期   | 1920年（大正9年）5月1日 - 1920年8月24日     |
| 12 |                     | 栃内曽次郎 海軍大将                        | 岩手・13期   | 1920年（大正9年）8月24日 - 1920年10月31日   |
| 13 | 栃内曽次郎 海軍大将 | 1921年（大正10年）5月1日 - 1921年10月31日  | 岩手・13期   |                                             |
| 14 |                     | 竹下勇 海軍中将                            | 鹿児島・15期 | 1922年（大正11年）12月1日 - 1924年1月27日   |
| 15 |                     | 鈴木貫太郎 海軍大将                        | 千葉・14期   | 1924年（大正13年）1月27日 - 1924年12月1日   |
| 16 |                     | 岡田啓介 海軍大将                          | 福井・15期   | 1924年（大正13年）12月1日 - 1926年12月10日  |
| 17 |                     | 加藤寛治 海軍中将                          | 福井・18期   | 1926年（大正15年）12月10日 - 1928年12月10日 |
| 18 |                     | 谷口尚真 海軍大将                          | 広島・19期   | 1928年（昭和3年）12月10日 - 1929年11月11日  |
| 19 |                     | 山本英輔 海軍中将                          | 鹿児島・24期 | 1929年（昭和4年）11月11日 - 1931年12月1日   |
| 20 |                     | 小林躋造 海軍中将                          | 広島・26期   | 1931年（昭和6年）12月1日 - 1933年11月15日   |
| 21 |                     | 末次信正 海軍中将                          | 山口・27期   | 1933年（昭和8年）11月15日 - 1934年11月15日  |
| 22 |                     | 高橋三吉 海軍中将                          | 東京・29期   | 1934年（昭和9年）11月15日 - 1936年12月1日   |
| 23 |                     | 米内光政 海軍中将                          | 岩手・29期   | 1936年（昭和11年）12月1日 - 1937年2月2日    |
| 24 |                     | 永野修身 海軍大将                          | 高知・28期   | 1937年（昭和12年）2月2日 - 1937年12月1日    |
| 25 |                     | 吉田善吾 海軍中将                          | 佐賀・32期   | 1937年（昭和12年）12月1日 - 1939年8月30日   |
| 26 |                     | 山本五十六 海軍中将                        | 新潟・32期   | 1939年（昭和14年）8月30日 - 1941年8月11日   |
| 27 | 山本五十六 海軍大将 | 1941年（昭和16年）8月11日 - 1943年4月18日  | 新潟・32期   |                                             |
| 28 |                     | 古賀峯一 海軍大将                          | 佐賀・34期   | 1943年（昭和18年）4月21日 - 1944年3月31日   |
| 29 |                     | 豊田副武 海軍大将                          | 大分・33期   | 1944年（昭和19年）5月3日 - 1945年5月1日     |
| 30 | 豊田副武 海軍大将   | 1945年（昭和20年）5月1日 - 1945年5月29日   | 大分・33期   |                                             |
| 31 |                     | 小沢治三郎 海軍中将                        | 宮崎・37期   | 1945年（昭和20年）5月29日 - 1945年10月10日  |

### 備考
- 1および2は常備艦隊司令長官兼任、4および6～26は第一艦隊司令長官兼任、5は第二艦隊司令長官兼任、30および31は海軍総司令長官兼任。
- 海軍甲事件により山本五十六長官が戦死した際には、近藤信竹第二艦隊司令長官が後任の古賀峯一長官着任まで連合艦隊の指揮を代行した。海軍乙事件で古賀峯一長官が殉職した際には、高須四郎南西方面艦隊司令長官が後任の豊田副武長官着任まで連合艦隊の指揮を代行した。
- 出身地別の人数。
  - 5名: 鹿児島
  - 3名: 岩手
  - 2名: 福井、広島、山口、高知、佐賀
  - 1名: 山形、新潟、千葉、東京、大分、宮崎